# Неаполис (Лакония)
Неа́полис (греч. Νεάπολη) — малый город в Греции. Расположен на высоте 13 метров над уровнем моря, у подножия горы Критины (греч. Κρίθινα) высотой 794 метра, на полуострове Элос на берегу бухты Неаполис (Ватика) в восточной части залива Лаконикос. Находится в юго-восточной части полуострова Пелопоннеса, в 174 километрах к юго-западу от Афин, в 103 километрах к юго-востоку от Каламаты и в 84 километрах к юго-востоку от Спарты. Входит в общину (дим) Монемвасию в периферийной единице Лаконии в периферии Пелопоннес. Население 3090 жителей по переписи 2011 года.
К западу находится остров Элафонисос.

## История
Здесь находился древний город Бойи или Бойя (Βοιαί ή Βοιές), основанный в X—IX веках до н. э. Бухта Неаполис называлась Бойатийским заливом (Βοιατικός κόλπος). По преданию Бойи основал Бой, один из Гераклидов, и переселил в него жителей Афродисиады, Сиды (Σίδη) и Этиды (Ήτις). Афродисиада и Этида были основаны Энеем. По Павсанию на агоре Бойев находились храмы Аполлона, Асклепия, Сераписа и Исиды. На пути в Этиду стояла мраморная статуя Гермеса, в Этиде находился храм Асклепия и Гигиеи.
Принадлежал Спарте. Захвачен римлянами в 195 году до н. э. В римский период принадлежал к Элевтеролаконам, которых император Август освободил от владычества Спарты. В римский период стал процветающим торговым портом. Разрушен землетрясением в 375 году.
Позже на этом месте существовало поселение Ватика (Βάτικα).
Современный город основан в 1837—1840 годах. В 1912 году создано сообщество Неаполис.

## Транспорт
Связан паромным сообщением с Китирой и Андикитирой.

## Сообщество Неаполис
В общинное сообщество Неаполис входит деревня Парадисион. Население 3130 жителей по переписи 2011 года. Площадь 8,6 квадратного километра.
| Населённый пункт | Население (2011), человек |
| ---------------- | ------------------------- |
| Неаполис         | 3090                      |
| Парадисион       | 40                        |

## Население
| Год  | Население, человек |
| ---- | ------------------ |
| 1991 | 2427               |
| 2001 | 2646               |
| 2011 | ↗ 3090             |